# Let Ukraine International Airlines 752
Let Ukraine International Airlines 752 byl pravidelný mezistátní osobní let z letiště nedaleko Teheránu v Íránu do Boryspilu nedaleko Kyjeva na Ukrajině, který provozovala společnost Ukraine International Airlines. Letadlo Boeing 737-800 se 8. ledna 2020 zřítilo krátce po startu z Mezinárodního letiště Imáma Chomejního u Teheránu. Na palubě se nacházelo 167 pasažérů a 9 členů posádky, pád nikdo nepřežil. Letadlo sestřelily Íránské revoluční gardy, dle tvrzení íránských představitelů omylem.
Před neštěstím vydala americká agentura FAA příkaz všem americkým letadlům vyhnout se íránskému vzdušnému prostoru. Obdobný příkaz vydaly regulační orgány dalších zemí.

## Letadlo
Letadlem byl 3,5 let starý Boeing 737-800. Letecké společnosti byl dodán v polovině července 2016.

## Nehoda
Let provozovala společnost Ukraine International Airlines, vlajkový dopravce a největší letecká společnost na Ukrajině, létající z Mezinárodního letiště Imáma Chomejního nedaleko íránského hlavního města Teheránu na Mezinárodní letiště Boryspil v ukrajinském městě Boryspil nedaleko Kyjeva. Vyšetřovatelé potvrdili, že letadlo přepravovalo 167 cestujících a 9 členů posádky včetně 15 dětí.
Let 752 měl vzlétnout v 05:15 místního času, ale byl zpožděn přibližně o hodinu. Později vzlétl z letiště v 06:12 místního času a očekávalo se, že přistane v Boryspilu v 08:00 místního času. Poslední obdržená data ADS-B byla v 06:14, tj. méně než 3 minuty po vzletu. Podle údajů bylo poslední zaznamenanou nadmořskou výškou 2 415 metrů (7 925 stop) při rychlosti 260 uzlů (480 km/h). Vzhledem k nadmořské výšce letiště se jednalo o výšku cca 1 400 metrů nad zemí. Letadlo bylo ve fázi stoupání, když byl signál náhle ztracen. Podle předběžných odhadů a videa kolujícího na sociálních sítích začalo letadlo hořet v momentě, kdy začalo prudce klesat. Po dopadu v blízkosti města Parand (cca 45 km jihozápadně od Teheránu, 18 km od letiště) zbytky letadla explodovaly a trosky se rozlétly do velké vzdálenosti. Íránská studentská tisková agentura (ISNA) nepotvrdila pravost videa, ale uvedla, že letadlo hořelo před pádem.
Krátce po havárii letadla dorazili záchranáři s 22 sanitkami, čtyřmi záchrannými autobusy a vrtulníkem, ale požár zabránil pokusu o záchranu. Trosky byly rozesety po široké ploše a na místě havárie nebyli nalezeni žádní viditelní přeživší. Letadlo bylo kvůli nárazu zcela zničeno.
Íránská státní televize uvedla, že všichni, kdo byli na palubě letadla, zemřeli po havárii v 6.22.

## Cestující a posádka

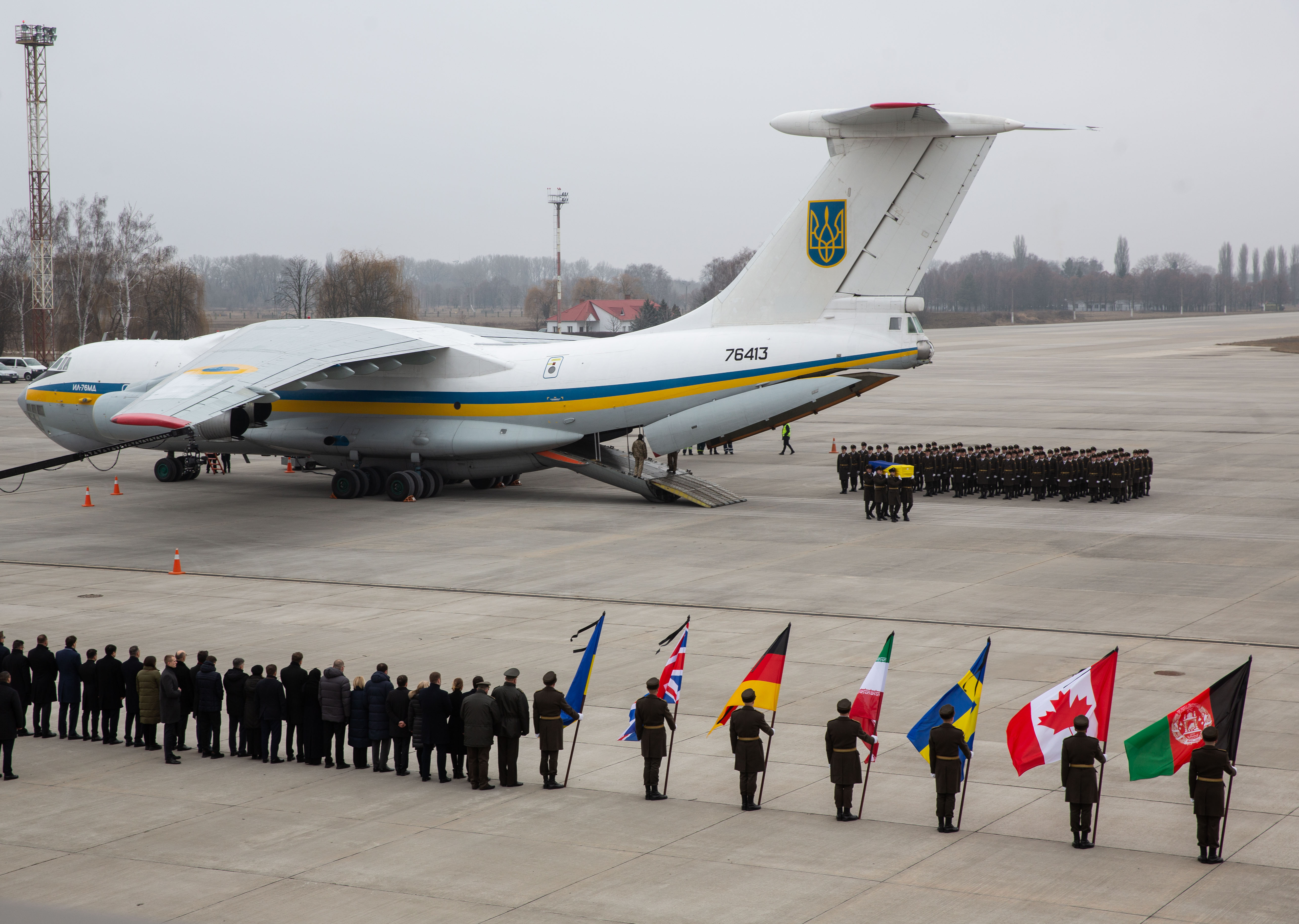
Vzpomínka na oběti leteckého neštěstí v Íránu na letišti Kyjev Boryspil

Na palubě bylo 167 cestujících a devět členů posádky. Státní zpravodajství zpočátku uvádělo, že letadlo neslo 180 lidí. ISNA uvedla, že většina cestujících byli Íránci, ale že v letadle byli někteří cizinci. Úředníci potvrdili, že nejméně 130 lidí na palubě bylo íránské národnosti, většinou studenti, kteří se po zimní dovolené vraceli přes Ukrajinu zpět do Kanady.
Podle prohlášení vydaného ukrajinským ministerstvem zahraničí bylo složení cestujících a posádky na palubě následující: 82 Íránců, 63 Kanaďanů, 11 Ukrajinců (2 cestující a 9 členů posádky), 10 Švédů, 4 Afghánci, 3 Němci a 3 Britové.
Velké rozdíly v údajích jsou zapříčiněny tím, že řada cestujících měla dvojí občanství, přičemž Írán tyto osoby uvádí jako své občany.
Posádce velel kapitán Volodymyr Gaponěnko (11 600 nalétaných hodin na letounech Boeing 737, z toho 5 500 jako kapitán), druhým pilotem byl Oleksij Naumkin (12 000 nalétaných hodin na letounech Boeing 737, z toho 6 600 jako kapitán), prvním důstojníkem Serhij Chomenko (7 600 nalétaných hodin na letounech Boeing 737).
| Národnost          | Cestující | Posádka | Celkem |
| ------------------ | --------- | ------- | ------ |
| Írán               | 82        | –       | 82     |
| Kanada             | 63        | –       | 63     |
| Spojené království | 3         | –       | 3      |
| Afghánistán        | 4         | –       | 4      |
| Švédsko            | 10        | –       | 10     |
| Německo            | 3         | –       | 3      |
| Ukrajina           | 2         | 9       | 11     |
| Celkem             | 167       | 9       | 176    |

## Vyšetřování
Mluvčí íránské organizace pro civilní letectví Reza Jafarzadeh uvedl, že na místo havárie byl vyslán tým vyšetřovatelů. Vedoucí komise pro nehody v íránské organizaci pro civilní letectví uvedl, že před havárií neobdrželi od letadla žádnou nouzovou zprávu.
Ukrajinská vláda uvedla, že vyšle do Teheránu odborníky, aby se účastnili vyšetřování.
Mluvčí íránského ministerstva dopravy tvrdil, že požár zasáhl jeden z motorů a poté se rozšířil na celé letadlo, což způsobilo jeho neovladatelnost a následný náraz do země. Ukrajinské velvyslanectví v Íránu uvedlo, že nehoda nebyla způsobena teroristickým útokem.
Kanadský premiér Justin Trudeau den po havárii prohlásil, že dle jeho informací (od spojeneckých i vlastních zpravodajských služeb) došlo k sestřelení letadla íránskou raketou země-vzduch, mohlo však jít o nešťastnou shodu náhod a nikoli o úmysl (už před tímto prohlášením spekuloval Newsweek o zásahu raketou Tor M-1 ruské výroby). Tuto verzi však íránská vláda zpočátku popírala. Např. Íránská organizace pro civilní letectví 9. ledna tvrdila: „Jedna věc je jistá, toto letadlo raketa nezasáhla“. Informaci potvrdila s omluvou 11. ledna 2020 ráno. Plnou zodpovědnost za sestřelení přijal velitel vzdušných sil Íránských revolučních gard Amír Alí Hadžizadeh. Letadlo bylo zasaženo dvěma střelami odpálenými s asi půlminutovým časovým odstupem.

## Následky

### Reakce
Katastrofa nastala uprostřed zvýšeného politického napětí mezi Spojenými státy a Íránem v Perském zálivu, které se prohloubilo poté, co íránská armáda vystřelila 15 raket na americké letecké základny v Iráku v reakci na letecký úder na mezinárodní letiště v Bagdádu 3. ledna. Bezprostředně po neštěstí ukrajinský prezident Volodymyr Zelenskyj řekl, že by se o příčinách nemělo spekulovat.